# Franz Xaver Christoph
Franz Xaver Christoph (né en 1728 à Vienne, où il est mort le 18 avril 1793) est un facteur d'orgue autrichien. Il est considéré comme le dernier facteur d'orgue viennois d'importance du XVIIIe siècle.

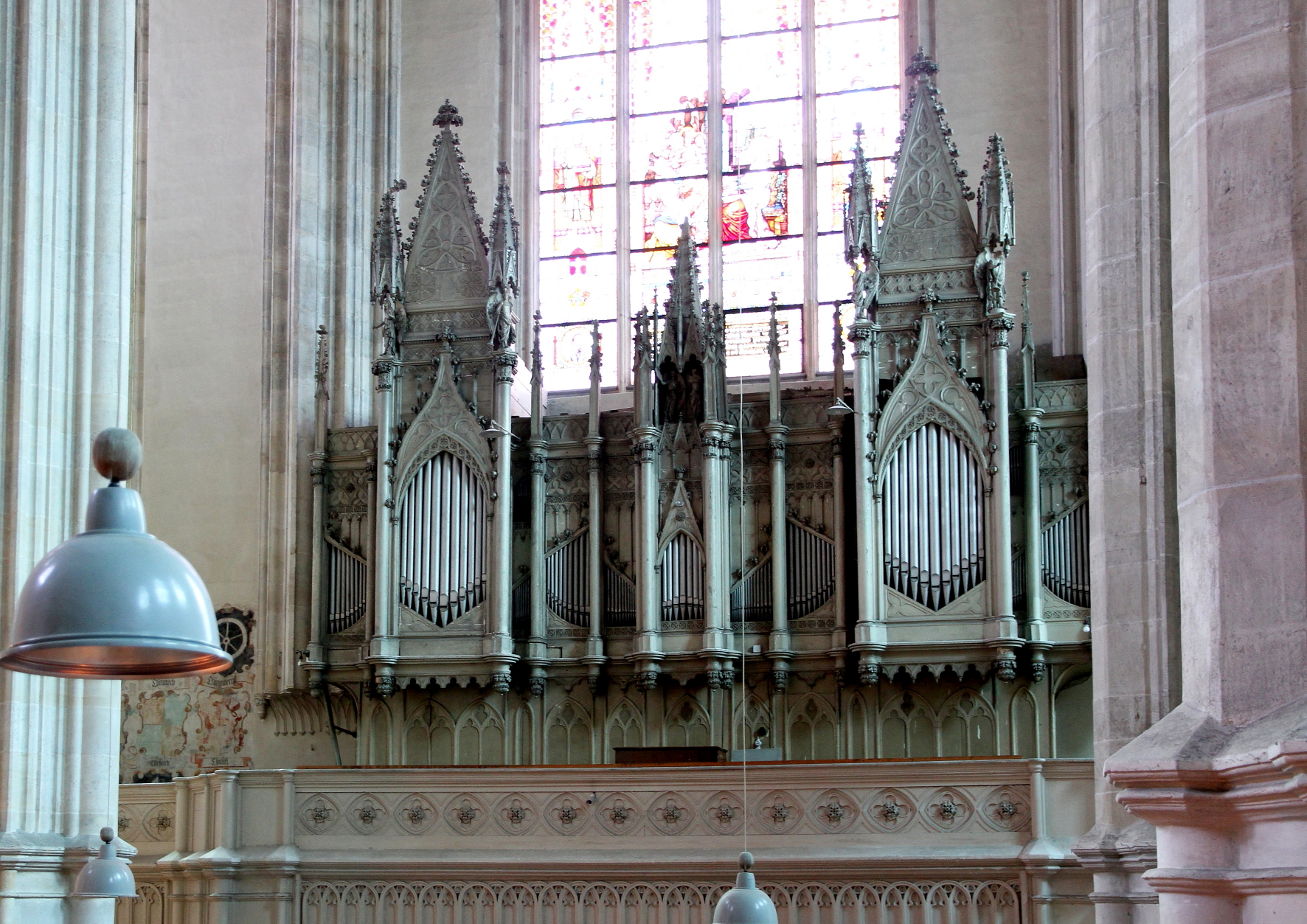
Une œuvre de Franz Xaver Christoph datant de 1786 : Orgue avec 20 registres, répartis sur deux claviers et pédalier, dans l'église des Minimes (Vienne). Le châssis néo-gothique a été terminé par, architecte de la cour impériale.

Christoph prête le serment de citoyenneté à Vienne en 1776, l'année même où il termine l'un de ses chefs-d'œuvre, l'orgue baroque à 26 registrations de l'église du sanctuaire à Sonntagberg bei Ybbs, auquel il a travaillé deux ans. 